# Hậu Chu Thế Tông
Hậu Chu Thế Tông (chữ Hán: 後周世宗, 921 – 959), tên thật là Sài Vinh (柴榮) và sau đó đổi thành Quách Vinh (郭榮). Ông là Hoàng đế thứ hai của nhà Hậu Chu, trị vì từ tháng 1 năm 954 tới tháng 6 năm 959. Sài Vinh Thế Tông được các sử gia đánh giá là đệ nhất minh quân thời Ngũ đại, vì tài thao lược trị quốc của ông.

## Xuất thân
Sài Vinh là người Hình Châu, Nghiêu Sơn, Sài Gia Trang (nay là huyện Long Nghiêu, thành phố Hình Đài, tỉnh Hà Bắc, Trung Quốc).
Sài Vinh là con trai Sài Thủ Lễ, anh vợ Quách Uy (tức Hậu Chu Thái Tổ). Quách Uy không có con trai, nhận ông làm con và đổi họ tên ông thành Quách Vinh.
Năm 947, Quách Uy phò Lưu Tri Viễn lập nên nhà Hậu Hán, được phong làm Đại lý khu mật phó sứ, Quách Vinh được phong làm Tả Giám môn vệ tướng quân.
Cha nuôi Quách Vinh thành lập nhà Hậu Chu năm 951. Ông được phong Tiết độ sứ Thiền Châu (Bộc Dương, Hà Nam ngày nay), sau phong Thái Nguyên Quận Hầu. Năm 952 ông được phong Tấn Vương. Tháng giêng năm 954, Hậu Chu Thái Tổ giao cho ông cai quản quân đội. Cùng tháng, Quách Uy mất vì bệnh tật, Quách Vinh được kế thừa hoàng vị và giống như cha mình, Thế Tông được coi là vị Hoàng đế có năng lực.

## Trị vì

### Đối nội
Thế Tông cho hạ chỉ chiêu hiền nạp sĩ, tuyển mộ nhân tài. Vua cho phép quan lại các cấp đều có thể viết biểu chương trình tấu, giúp cho quân vương và bề tôi có sự trao đổi, từ đó phát hiện và tuyển dụng nhiều người tài cho đất nước. Thế Tông cho khôi phục lại chế độ khoa cử, chiêu mộ nhân tài trên phạm vi rộng lớn. Một số vị văn thần võ tướng thậm chí vẫn là trọng thần trong triều đình cho đến tận thời Bắc Tống.
Chấn chỉnh đội ngũ quan lại, đề cao sự thanh liêm: vua không chỉ tự mình làm gương, còn yêu cầu quan lại tiết kiệm, tránh xa hoa lãng phí để tránh gánh nặng cho dân. Thế Tông có chính sách xử phạt nghiêm khắc với quan tham ô, phạm pháp. Quan cung phụng Tôn Diên Hy đốc thúc lao dịch đàn áp nhân công vô cùng tàn bạo, bắt dân lấy ngói làm bát cơm và lấy cành làm đũa. Thế Tông rất phẫn nộ, cho xử chết. Thế Tông thi hành chính sách pháp trị rất nghiêm, luôn cố gắng không bỏ sót kẻ phạm pháp, không có án oan sai.
Phát triển nông nghiệp, khôi phục sản xuất: ngay tháng đầu tiên kế vị, Thế Tông hạ chiếu quy định nếu những người già yếu bệnh tật trong quân đội chịu về quê làm ruộng đều được xuất ngũ. Cũng trong tháng ấy, vua hạ lệnh chiêu tập lưu dân các nơi, phân phát đất hoang cho họ canh tác trồng trọt, giúp họ an cư lạc nghiệp. Để tiếp tục giảm gánh nặng cho người nông dân, Thế Tông hạ lệnh giảm thuế, miễn thuế, miễn tất cả các khoản nợ thuế cùng các loại thuế khác mà người dân còn nợ trước đây. Sau đó nhiều lần ra lệnh miễn hoặc giảm thuế, khiến sản xuất nông nghiệp trong dân chúng phát triển tích cực. Năm Hiển Đức thứ 5 (958), vua hạ lệnh tiến hành điều tra ruộng đất quy mô lớn, thực hiện chính sách nộp tô bình đẳng. Hành động này đả kích nặng nề bọn địa chủ cường hào, giảm nhẹ gánh nặng thuế khóa cho người dân, đồng thời giúp tăng thu nhập cho quốc gia.
Nhằm chủ trương thu hút nhiều sức lao động hơn nữa, Thế Tông chủ trương hủy diệt Phật giáo, thẩm tra nghiêm khắc tư cách của các tăng ni, đề ra hình phạt nặng cho những người lập miếu tu. Năm 955, ông cho phá bỏ chùa chiền, lấy đồng đúc tiền, gọi là Chu Nguyên thông bảo. Trong thời gian ông tại vị, số lượng chùa miếu bị hủy lên đến 3,336 ngôi, số lượng tăng ni hoàn tục lên đến trăm vạn người. Đa số những người này sau khi hoàn tục đề trở lại làm ruộng, đóng góp nhiều cho ngân khố quốc gia. Hơn nữa triều đình cũng thu được nhiều tài sản như đồng, vàng bạc từ các ngôi chùa miếu, làm giàu cho quốc khố.

### Đối ngoại
Khi Chu Thế Tông vừa lên ngôi, Lưu Sùng ở Bắc Hán cho rằng tình hình triều Chu không ổn định, là thời cơ tiến chiếm Trung nguyên, liền tập trung 3 vạn quân và mượn thêm 1 vạn kỵ binh của Liêu, tiến công vào Lạc Châu (trị sở ở Trường Trị, Sơn Tây ngày nay). Tin tức truyền tới Biện Kinh, Chu Thế Tông lập tức triệu tập các đại thần lại bàn. Ý kiến của ông là sẽ tư mình dẫn quân chống lại liên quân Liêu và Bắc Hán.
Các đại thần đều khuyên: "Bệ hạ vừa lên ngôi, lòng người dễ xao động, bệ hạ không nên thân chinh, mà cử một tướng khác đi thì hơn".
Chu Thế Tông nói: "Lưu Sùng nhân lúc ta có việc tang, lại có ý coi ta còn trẻ và mới lên ngôi, toan nuốt chửng Trung nguyên. Lần này đích thân hắn đem quân tới, ta không thể không đích thân đối phó với hắn".
Các đại thần thấy thái độ của Chu Thế Tông kiên quyết như thế, thì không ai nói gì nữa. Chỉ có 1 lão thần đứng lên phản đối, đó là thái sư Phùng Đạo. Phùng Đạo là viên tể tướng ngay từ thời Hậu Đường Minh Tông. Trải qua 3 triều đại, vẫn giữ được ngôi vị đó, vì giỏi tùy cơ ứng biến khéo ăn nói, nên mọi hoàng đế đều ưa thích. Lần này, Phùng Đạo thấy Chu Thế Tông còn trẻ tuổi, liền lấy tư cách nguyên lão để khuyên ngăn việc xuất chinh.
Chu Thế Tông nói với Phùng Đạo: "Xưa kia Đường Thái Tông bình định thiên hạ, đều tự mình cầm quân. Ta sao có thể chỉ chú ý an toàn cho mình?".
Phùng Đạo cười nhạt nói: "Bệ hạ có thể so được với Đường Thái Tông chăng?".
Chu Thế Tông thấy Phùng Đạo có vẻ coi thường mình, rất bực nói: "Chúng ta có binh lực lớn mạnh, muốn tiêu diệt Lưu Sùng, thật dễ dàng như lấy núi Thái Sơn đè nát trứng, có gì đáng lo?".
Phùng Đạo nói: "Chẳng biết bệ hạ có thể như một trái núi được không?".
Chu Thế Tông nổi giận, phất tay áo rời khỏi triều đình. Sau đó, một số đại thần khác ủng hộ chủ trương của ông, Chu Thế Tông liền quyết định thân chinh. Từ đó, Chu Thế Tông hết sức chán ghét Phùng Đạo. Ít lâu sau, ông cử Phùng Đạo đi trông coi việc tu tạo lăng mộ Chu Thái Tổ. Phùng Đạo bị gạt bỏ, buồn rầu lâm bệnh rồi chết.

#### Đại chiến Cao Bình
Chu Thế Tông dẫn đại quân đến Cao Bình (thuộc tỉnh Sơn Tây ngày nay) thì gặp quân Bắc Hán. Hai bên bày trận, chuẩn bị giao tranh. Lưu Sùng thấy quân Chu không nhiều, kiêu ngạo nói: "Nếu sớm biết thế này, ta cần gì phải mượn quân Khiết Đan nữa. Lần này, không những ta phải đánh bại quân Chu, mà còn cho Khiết Đan thấy ta lợi hạ thế nào!".
Lưu Sùng chỉ huy quân Bắc Hán tiến công mãnh liệt sang trận địa quân Chu, các tướng chỉ huy hữu quân bên Chu không giữ được, dẫn kỵ binh lui chạy, bộ binh vì vậy cũng đầu hàng rất nhiều. Thấy tình hình nguy cấp, Chu Thế Tông thân tự xông pha tên đạn đốc chiến. Hai viên tướng dưới quyền ông là Triệu Khuông Dận và Trương Vĩnh Đức, mỗi người dẫn 2000 thân binh xông sang trận địch. Binh sĩ Chu thấy Chu Thế Tông trầm tĩnh ứng chiến, cũng hăng hái xung sát, 1 người địch nổi 100 người, tranh nhau xông sang đất địch. Quân Bắc Hán bị đánh tan vỡ như núi lở. Quân Liêu ở phía sau, thấy quân Bắc Hán thất bại, không dám giao chiến với quân Chu, đều lẳng lặng lui quân. Quân Bắc Hán của Lưu Sùng bị đánh thua, cứ lui dần, bị truy kích ráo riết, lại không có viện binh. Cuối cùng, chỉ còn lại hơn 100 kỵ binh, lếch thếch chạy về Tấn Dương.
Sau khi chỉnh đốn mọi việc, Thế Tông hạ lệnh cho quân thừa thắng đánh luôn kinh đô Bắc Hán là Thái Nguyên. Tuy nhiên vì lương thảo trục trặc, lại thêm trời mưa liên tục làm sĩ tốt mệt mỏi, không còn ý chí nên phải hạ lệnh lui quân. Qua trận đại chiến Cao Bình, danh tiếng của Chu Thế Tông trở nên vang dội.
Qua lần xuất chinh này, Thế Tống nhận được tầm quan trọng của việc chỉnh đốn quân sự nên lo việc chấn chỉnh quân đội và cấm quân. Sau đó vua lại sai bộ binh soạn binh pháp (chế chỉ binh pháp) là cuốn "Bình biên sách", thành lập thủy quân. Tình hình quân sự Hậu Chu được tăng cường mạnh mẽ, quyền lực hoàng gia được củng cố.

#### Thảo phạt Nam Đường
Tháng 11 năm 955, Thế Tông lệnh cho Lý Cốc tấn công Thọ Châu (nay là huyện Thọ, tỉnh An Huy), giao chiến với tướng Lưu Ngạn Trinh bên Nam Đường (một trong Thập quốc) bên bờ sông Hoài, bất phân thắng bại. Tháng giêng năm 956, Thế Tông thân chinh ra trận, trên đường bất ngờ chạm trán thủy quân Nam Đường đang muốn đánh úp Lý Cốc. Quân Nam Đường trở tay không kịp, chủ tướng Lưu Ngạn Trinh tử trận. Nhưng quân Nam Đường vẫn cố thủ Giang Hoài, Thọ Châu vẫn chưa thể hạ được.
Năm 957, Thế Tông thân chinh lần thứ 2, đánh bại quân Nam Đường đang viện trợ cho Thọ Châu. Số quân sĩ Nam Đường bị giết và bị bắt hơn 4 vạn người, chiến thuyền và khí giới thu được nhiều vô kể. Quân Hậu Chu ép được Thọ Châu đầu hàng, nhưng nghĩ đến mối họa người Khiết Đan nên Thế Tông chấp nhận lời cầu hòa của Nam Đường, ký kết hiệp ước "Thành hạ". Hiệp ước quy định: Nam Đường phải bỏ tôn hiệu hoàng đế, vua Nam Đường tự xưng là Quốc chủ, phải xưng thần với Hậu Chu; hàng năm phải cống nạp vàng bạc tơ lụa và cắt bỏ 14 châu ở Giang Bắc cho Hậu Chu.
Ngoài ra, Thế Tông cũng tấn công Hậu Thục, lấy được 4 châu Tần, Phượng, Thành, Giới (Cam Túc ngày nay).

#### Bắc phạt đánh Khiết Đan
Năm 959, Thế Tông hạ lệnh bắc phạt, đích thân dẫn quân đánh Liêu nhằm thu phục 16 châu Yên Vân mà Thạch Kính Đường cắt cho người Khiết Đan. Xuất binh được hơn 40 ngày, quân Hậu Chu thu được Tam Quan, tổng cộng giành được đất ở 3 châu và 17 huyện. Chính lúc này thì Thế Tông đổ bệnh, cuộc bắc phạt đành gác lại nửa chừng và phải rút quân. Người Khiết Đan sau đó đã tái thu hồi lại các vùng đất này.

## Băng hà
Tháng 6 năm 959, Chu Thế Tông mất vì bệnh tật, thọ 38 tuổi. Trị vì được 6 năm, con nhỏ mới 7 tuổi là Sài Tông Huấn lên nối ngôi. Đó là Hậu Chu Cung Đế. Vua mới còn nhỏ tuổi nên bị Triệu Khuông Dẫn soán ngôi, đã dẫn tới sự diệt vong của nhà Hậu Chu và sự ra đời của nhà Tống. Ông được chôn cất tại Khánh Lăng.
Chu Thế Tông đã bắt đầu gây được một số áp lực lên nước Bắc Hán cát cứ ở Thái Nguyên cũng như cả Liêu ở phía bắc, mặc dù chưa đạt được mục tiêu đáng kể từ những áp lực này. Phía nam, ông thu được nhiều thành công hơn với một số chiến thắng trước Nam Đường với nhiều lần mở chiến dịch tấn công nước lớn nhất trong "Thập quốc" này. Ông còn tấn công nước Hậu Thục, tạo nền tảng cho sự thống nhất cuối cùng dưới thời đại nhà Tống.

## Niên hiệu
- Hiển Đức (显德) 1/ 954 – 6/ 959

## Gia quyến
- Cha:

1. Sài Thủ Lễ (cha ruột)
2. Hậu Chu Thái Tổ (cha nuôi)

- Vợ:

1. Trinh huệ Lưu Hoàng Hậu (nguyên phối)
2. Tuyên ý Phù Hoàng hậu (vợ kế, hay gọi là Đại Phù hậu, con gái Ngụy vương Phù Ngạn Khanh)
3. Tiểu Phù Hoàng hậu (vợ kế, em gái Đại Phù hậu, lấy Thế Tông sau khi chị mất)

- Con:

1. Việt Vương Sài Tông Nghị (柴宗誼)
2. Chết sớm không rõ
3. Chết sớm không rõ
4. Lương Vương Sài Tông Huấn (柴宗訓), sau này là Hậu Chu Cung Đế
5. Tào Vương Sài Hi Nhượng (柴熙讓)
6. Kỷ Vương Sài Hi Cẩn (柴熙謹)
7. Kỳ Vương Sài Hi Hối (柴熙誨)